# 帕什基夫卡 (科澤利希納區)
49°8′52″N 33°51′39″E / 49.14778°N 33.86083°E
帕什基夫卡（羅馬化：Pashkivka）是烏克蘭中部的村莊，隸屬波爾塔瓦州的克雷門丘克區。該村距離普里哈里夫卡和奧利吉夫卡1.5公里，始建於1664年，海拔高度124米，2001年人口443。